# Abderrahman Sebbar
Abderrahman Sebbar (in arabo عبد الرحمن صبار‎?; Marrakech, 1940) è un ex cestista marocchino.

## Carriera
Con il Marocco ha disputato i Giochi olimpici di Città del Messico 1968.